# Emilio Alonso León
Emilio Alonso León (Sevilla, 1950) es un actor español.

## Biografía
Inició su formación en el Centro de Estudios Teatrales, magnífica cantera teatral que dirigía José Luis Gómez en el Madrid de los años setenta, y por la que pasó gente como Cecilia Roth, Marisa Paredes, Assumpta Serna e Íñigo López de Haro. Más tarde complementaría sus estudios con seminarios impartidos por Jerzy Grotowski, Josef Szanja, Lindsay Kemp y José Luis Alonso, entre otros.
Comenzó su andadura en el teatro comercial con José Luis Alonso con el montaje que éste realizó de La loca de Chaillot, de Jean Giraudoux, en la temporada de 1989-1990, en el Teatro Alcázar de Madrid. Volvería a trabajar con Alonso al año siguiente en Rosas de otoño, de Jacinto Benavente, un montaje que reunió a Amparo Rivelles y Alberto Closas, que se mantuvo en cartel durante dos temporadas.
Entre 1992 y 1995 participó en diversos montajes dirigidos por Juan Carlos Pérez de la Fuente, entre ellos Las de Caín, de los hermanos Álvarez Quintero, y Es mi hombre y La locura de Don Juan, de Carlos Arniches. De esta etapa de colaboración entre ambos destaca su participación en El abanico de Lady Windermere, de Oscar Wilde, adaptado por Ana Diosdado, donde compartía cartel de nuevo con Amparo Rivelles. Volvería a colaborar con Pérez de la Fuente en 1997, cuando éste accedió a la dirección del Centro Dramático Nacional, en el montaje de Pelo de tormenta, de Francisco Nieva, estrenado en el Teatro María Guerrero. Una producción que contaba con el coreógrafo Ramón Ollé, el músico Manuel Balboa y el pintor José Hernández.
Regresó temporalmente a su Sevilla natal en 1998 para trabajar con Pedro Álvarez-Ossorio en Razón de Estado, adaptación de la obra María Estuardo, de Friedrich Schiller. De la colaboración con Álvarez-Ossorio saldrían nuevos montajes, como Edipo (2000) y, sobre todo, La noche de Casandra (2001-2002), un espectáculo sobre la barbarie en las guerras balcánicas, producido por el Instituto Internacional de Teatro del Mediterráneo –de José Monleón- y que se representó en gira por España, Italia y Portugal.
Entre otros directores, ha trabajado también con Helena Pimenta (La llanura, de José Martín Recuerda –2000- y La Pasión según San Juan, de Johann Sebastian Bach –2001-) y con Alfonso Zurro (Las mujeres sabias, de Molière –1999-, Dulce pájaro de juventud, de Tennessee Williams –2002-).
Su formación como cantante -de la mano de profesoras como Pilar Francés, Concha Doñaque, Connie Phillips e Inés Rivadeneyra- le permitió trabajar entre 2003 y 2006 en la versión española del musical Cabaret, dirigida por Sam Mendes y BT McNicoll, donde compartía cartel con Natalia Millán, Manuel Bandera y Asier Etxeandia.
A lo largo de los últimos años ha realizado colaboraciones esporádicas en las principales series de televisión, entre ellas Habitación 503, Colegio Mayor, A las once en casa, Hospital Central, Periodistas, Policías, Compañeros, Un paso adelante, Aquí no hay quien viva, El comisario y Amar en tiempos revueltos. También ha interpretado papeles de continuidad en la serie de Canal Sur Plaza Alta y en la serie de Televisión Española Cuéntame cómo pasó.
Entre sus últimos trabajos en teatro, entre 2008 y 2010, figuran la adaptación de los diálogos de Juan de Mairena, de Antonio Machado, y su participación en Perlimplín, de Federico García Lorca, en el papel de la criada Marcolfa, ambos dirigidos por Pedro Álvarez-Ossorio. En estos momentos Perlimplín se encuentra de gira junto con María Estuardo, una nueva versión de la obra de Friedrich Schiller coproducida entre La Fundición, de Sevilla, y el Teatro de la Estación, de Zaragoza.